# Ізбічень
Ізбічень, Ізбічені (рум. Izbiceni) — комуна у повіті Олт в Румунії. До складу комуни входить єдине село Ізбічень.
Комуна розташована на відстані 133 км на південний захід від Бухареста, 71 км на південь від Слатіни, 88 км на південний схід від Крайови.

## Населення
За даними перепису населення 2002 року у комуні проживали 5155 осіб.
Національний склад населення комуни:
| Національність | Кількість осіб | Відсоток |
| -------------- | -------------- | -------- |
| румуни         | 5019           | 97,4%    |
| цигани         | 134            | 2,6%     |
| угорці         | 1              | < 0,1%   |
| німці          | 1              | < 0,1%   |

Рідною мовою назвали:
| Мова      | Кількість осіб | Відсоток |
| --------- | -------------- | -------- |
| румунська | 5076           | 98,5%    |
| циганська | 77             | 1,5%     |
| угорська  | 1              | < 0,1%   |
| німецька  | 1              | < 0,1%   |

Склад населення комуни за віросповіданням:
| Релігія        | Кількість осіб | Відсоток |
| -------------- | -------------- | -------- |
| православні    | 5153           | > 99,9%  |
| реформати      | 1              | < 0,1%   |
| греко-католики | 1              | < 0,1%   |

## Зовнішні посилання
- Дані про комуну Ізбічень на сайті Ghidul Primăriilor [Архівовано 17 вересня 2008 у Wayback Machine.]